# Bob Welch

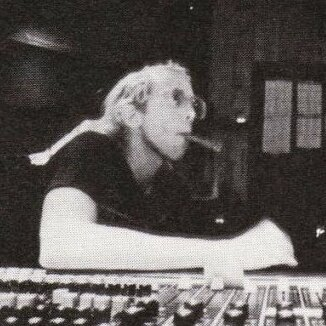
Bob Welch (1973)

Bob Welch (* 31. August 1945 in Los Angeles, Kalifornien; † 7. Juni 2012 in Nashville, Tennessee) war ein US-amerikanischer Sänger und Musiker.

## Karriere
Welch hatte bereits in verschiedenen Gruppen gespielt, bevor er von 1971 bis 1974 als Gitarrist bei Fleetwood Mac einstieg und fünf Alben mit der Band aufnahm. Welch wird zugeschrieben, den Sound der Gruppe kommerzieller ausgerichtet zu haben. Nachdem er 1994 auf nicht gezahlte Lizenzgebühren geklagt hatte, wurde er nicht berücksichtigt, als Fleetwood Mac 1998 in die Rock and Roll Hall of Fame aufgenommen wurde.
Im Anschluss an die Trennung von Fleetwood Mac gründete Welch die Band Paris. 
Später trat er als Solist auf und hatte mit Titeln wie Sentimental Lady (1977) und Ebony Eyes (1978) Erfolg. Für seine beiden erfolgreichsten Alben French Kiss (1977) und Three Hearts (1979) erhielt er in den USA eine Platin- bzw. Gold-Auszeichnung.
Am 7. Juni 2012 beging Welch Suizid, indem er sich in seinem Haus in Nashville erschoss.

## Diskografie

### Alben
| Jahr | Titel         | Höchstplatzierung, Gesamtwochen, AuszeichnungChartsChartplatzierungen (Jahr, Titel, Platzierungen, Wochen, Auszeichnungen, Anmerkungen) | Anmerkungen |
| Jahr | Titel         | US | Anmerkungen |
| ---- | ------------- | --- | ----------- |
| 1977 | French Kiss   | US12 Platin · (46 Wo.)US |             |
| 1979 | Three Hearts  | US20 Gold · (17 Wo.)US |             |
| 1979 | The Other One | US105 (8 Wo.)US |             |
| 1980 | Man Overboard | US162 (5 Wo.)US |             |

Weitere Alben
- 1981: Bob Welch
- 1983: Eye Contact
- 1991: The Best of Bob Welch
- 1994: Greatest Hits
- 1999: Bob Welch Looks at Bop
- 2003: His Fleetwood Mac Years & Beyond
- 2004: Live from the Roxy
- 2006: His Fleetwood Mac Years and Beyond, Vol. 2
- 2008: Greatest Hits & More
- 2011: Sings the Best Songs Ever Written
- 2011: Live in Japan

### Singles
| Jahr | Titel Album                      | Höchstplatzierung, Gesamtwochen, AuszeichnungChartsChartplatzierungen (Jahr, Titel, Album, Platzierungen, Wochen, Auszeichnungen, Anmerkungen) | Anmerkungen                   |
| Jahr | Titel Album                      | US | Anmerkungen                   |
| ---- | -------------------------------- | --- | ----------------------------- |
| 1977 | Sentimental Lady French Kiss     | US8 (18 Wo.)US | B-Seite: Hot Love, Cold World |
| 1978 | Ebony Eyes French Kiss           | US14 (17 Wo.)US | B-Seite: Dancin’ Eyes         |
| 1978 | Hot Love, Cold World French Kiss | US31 (10 Wo.)US | B-Seite: Danchiva             |
| 1979 | Precious Love Three Hearts       | US19 (15 Wo.)US | B-Seite: Something Strong     |
| 1979 | Church Three Hearts              | US73 (3 Wo.)US | B-Seite: Here Comes The Night |

Weitere Singles
- 1976: Big Towne, 2061 / Blue Robin
- 1977: Ebony Eyes / Outskirts
- 1979: I Saw Her Standing There / Church
- 1979: Church / Don’t Wait Too Long
- 1979: Three Hearts / Oh Jenny
- 1979: Rebel Rouser / Spanish Dancers
- 1980: Don’t Let Me Fall / Oneonone
- 1980: Don’t Rush The Good Things / Reason
- 1980: Those Days Are Gone / The Girl Can’t Stop
- 1981: Two To Do / Imaginary Fool
- 1981: Sen timental Lady / Ebony Eyes
- 1982: Remember / You Can’t Do That
- 1983: Fever / Can’t Hold Your Love Back
- 1983: Can’t Hold Your Love Back / S.O.S.
- 1983: I’ll Dance Alone / Stay

## Auszeichnungen für Musikverkäufe
| Platin-Schallplatte - Kanada - 1978: für das Album French Kiss - 1979: für das Album Three Hearts |

Anmerkung: Auszeichnungen in Ländern aus den Charttabellen bzw. Chartboxen sind in ebendiesen zu finden.
| Land/RegionAuszeichnungen für Musikverkäufe (Land/Region, Auszeichnungen, Verkäufe, Quellen) | Gold  | Platin     | Verkäufe  | Quellen         |
| -------------------------------------------------------------------------------------------- | ----- | ---------- | --------- | --------------- |
| Kanada (MC)                                                                                  | —     | 2× Platin2 | 200.000   | musiccanada.com |
| Vereinigte Staaten (RIAA)                                                                    | Gold1 | Platin1    | 1.500.000 | riaa.com        |
| Insgesamt                                                                                    | Gold1 | 3× Platin3 |           |                 |